# Ponikve (Cerknica, Slovenija)
Ponikve je naselje u slovenskoj Općini Cerknici. Ponikve se nalazi u pokrajini Notranjskoj i statističkoj regiji Notranjsko-kraškoj. 

## Stanovništvo
Prema popisu stanovništva iz 2002. godine naselje je imalo 28 stanovnika.